# Gildo Mahones
Gildo Mahones (* 2. Juni 1929 in New York City; † 27. April 2018) war ein US-amerikanischer Jazzpianist des Modern Jazz.

## Leben und Wirken
Gildo Mahones’ Eltern stammten aus Puerto Rico; er arbeitete zu Beginn seiner Karriere 1948 bei Joe Morris und bis 1951 mit Milt Jackson zusammen. Nach seinem Dienst in der US-Army war er von 1953 bis 1956 regulärer Pianist in der Band von Lester Young. Danach spielte er in der Formation Les Jazz Modes von Charlie Rouse und Julius Watkins, außerdem mit Sonny Stitt und Bennie Green. Von 1959 an war er Begleitmusiker von Lambert, Hendricks & Ross (bzw. Bevan). Nach der Auflösung des Vokalensembles zog Mahones Mitte der 1960er Jahre nach Los Angeles, arbeitete freischaffend (u. a. mit Joe Williams, Sweets Edison) und in den Hollywood-Studios. Er hatte in dieser Zeit ein eigenes Trio und arbeitete zudem mit Lou Rawls, Art Farmer, James Moody, dem Harold Land/Blue-Mitchell-Quintett, Jim Hall, Benny Carter und mit den Sängern Leon Thomas, Abbey Lincoln, Joe Williams und Big Joe Turner. Für Prestige Records nahm er 1961 und 1963 zwei Alben unter eigenem Namen auf, nochmals für das Label Interplay im Jahr 1990. In den 1980ern arbeitete er auch als Arrangeur für Lorez Alexandria; 2013 trat er noch mit seinem Trio mit dem Bassisten Glenn Richman und dem Schlagzeuger Greg Wyser-Prattein in der Jazzschool in Berkeley auf.

## Diskografie (Auswahl)
Als Leader
- The Great Gildo (Prestige, 1961)
- I’m Shooting High (Prestige, 1963) mit Larry Young, Leo Wright, Kenny Burrell, George Tucker
- Gildo Mahones Trio (Interplay, 1990)

Als Sideman
- Kenny Burrell With Coleman Hawkins: Bluesy Burrell (Moodsville/OJC, 1963)
- Booker Ervin: The Blues Book (Prestige/OJC, 1964)
- Ted Curson: (plays) Fire Down Below (Prestige/OJC, 1963)
- Lambert, Hendricks & Ross: At Newport ’63 (RCA, 1963)
- Les Jazz Modes: Les Jazz Modes (Dawn, 1956), Mood in Scarlet (Dawn, 1957)
- Newport Jazz Festival 1958 - Mulligan in the Main, als Mitglied des Sonny Stitt & Sal Salvador Quintets (Phontastic, 1958)
- Frank Wess: The Long Road (Prestige, 1962–63/erschienen 2000)
- Jimmy Witherspoon: Baby Baby Baby (Prestige, OBC 1963)
- Lester Young: The Complete Lester Young Studio Sessions On Verve (Verve, 1946–59/erschienen 1999)